# Hans Hollmann
Pour les articles homonymes, voir Hollmann.
Hans Erich (Eric) Hollmann (Solingen, 4 novembre 1899 – Los Angeles, 19 novembre 1960) est un spécialiste allemand de l'électronique à qui l'on doit de grandes avancées dans la mise au point du radar.

## Jeunesse
Hollmann est né à Solingen (Allemagne). Passionné par la radio, déjà adolescent il est abonné aux revues techniques de l'époque. À la fin de la Première Guerre mondiale les Français le font prisonnier de guerre et il ne retourne en Allemagne qu'en 1920. Il étudie alors à l'Université de technologie de Darmstadt jusqu'à ce qu'il obtienne son doctorat en 1928.

## Travail sur le radar

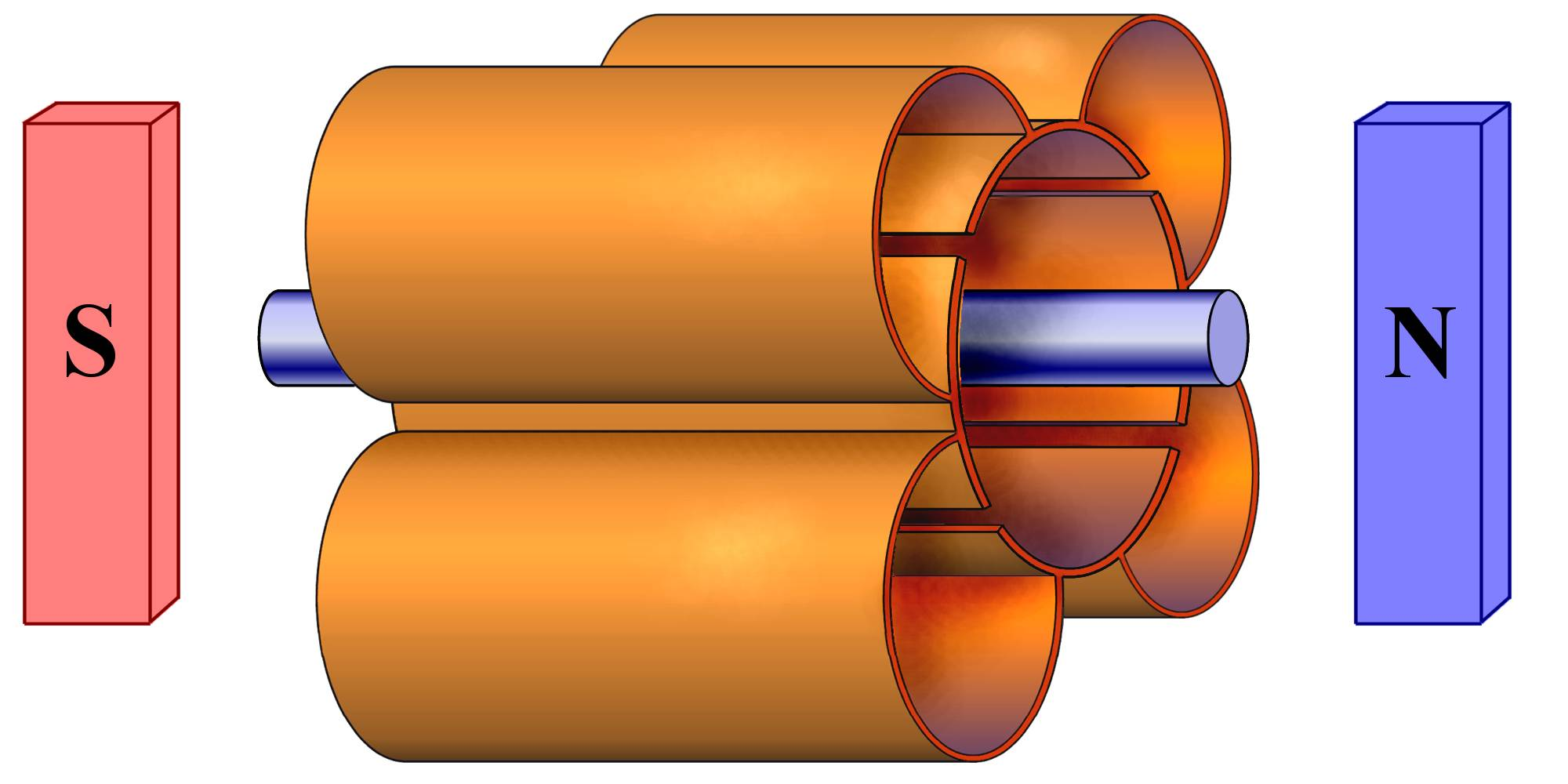
Magnétron à quatre cavités développé par Hans E. Hollmann en 1935

Au cours de sa thèse, en 1927, il met au point le premier émetteur-récepteur sur ondes ultracourtes opérant sur les bandes centimétriques et décimétriques. Ceci conduit à la réalisation du premier système de télécommunication sur micro-ondes. En 1930, Hollmann déménage à Berlin, où il est recruté par l’Institut Heinrich-Hertz. En plus de ses travaux sur les micro-ondes, il conduit également des recherches sur les tubes cathodiques, sur l’ionosphère et la radioastronomie. En 1933 il devient maître de conférence à l'Université technique de Berlin. Il est aussi consultant chez Telefunken.
Hans Hollmann, Hans-Karl von Willisen et Paul-Günther Erbslöh créent, en 1928, une société appelée GEMA (Gesellschaft für Elektroakustische und Mechanische Apparate, soit Société d'appareillages électro-acoustiques et mécaniques). À l'automne 1934, la Gema construit le premier radar à usage maritime. Il opère sur 50 cm de longueur d'onde et peut détecter un navire jusqu'à une distance de 10 km. Dans le courant de 1935, ils développent la technique selon deux axes : maritime avec le Seetakt opérant sur 80 cm de longueur d'onde, et terrestre avec une version sur 120 cm de longueur d'onde comme le Freya.
En 1933, Telefunken développe son secteur radar à partir des travaux d'Hollmann et met au point un radar pour le pointage des batteries d'artillerie à portée beaucoup plus courte appelé « radar Würzburg ». En 1935, Hans Erich Hollmann rédige deux livres sur les micro-ondes — Physics and Technique of Ultrashort Waves et Seeing with Electromagnetic Waves — qui ont servi de modèles à d'autres pays dans leur recherche sur les radars centimétriques, et cela, malgré les coupes opérées par la censure. Le 27 novembre 1935, il fait application pour un brevet pour le premier magnétron à cavités multiples. Il lui fut accordé le 12 juillet 1938.
En 1937, Hollman applique ses connaissances des tubes cathodiques et développe un système d'affichage convivial des données radar pour GEMA, il l'appelle Panorama. Ce système sera connu plus tard sous le nom de PPI (de l'anglais Plan Position Indicator).

## Seconde Guerre mondiale
Pendant la Seconde Guerre mondiale les radars Freya et Würzburg sont utilisés ensemble. Le radar Freya détecte l'avion entrant et le Würzburg calcule sa distance et son altitude.  Hollman l'a breveté en 1940 et l'armée allemande l'a utilisé dans le radar « Jagdschloss » par la suite. C'est cependant au Telecommunications Research Establishment de Grande-Bretagne qu'il a été perfectionné et produit pour la première fois à grande échelle pour équiper le radar H2S des bombardiers durant la Seconde Guerre mondiale. 
Au cours de la guerre il supervise plusieurs instituts de recherche dans les pays occupés évitant ainsi à de nombreux scientifiques d'être déportés en Allemagne. Sa propre maison et son laboratoire de Berlin sont détruits pendant la guerre. Après la guerre, n'ayant plus le droit de travailler sur les micro-ondes, il s'oriente vers d'autres champs de recherche dans le domaine de l'électronique. Finalement il accepte de travailler pour le gouvernement des États-Unis en Californie.

## Détails personnels
Il était marié à Gisela Schimmelbusch et a eu trois enfants. Il est mort à Los Angeles en 1960.

### Sources
- (en) Cet article est partiellement ou en totalité issu de l’article de Wikipédia en anglais intitulé « Hans Hollmann » (voir la liste des auteurs).